# Жилет (коммуна)
Жиле́т (фр. Gilette) — коммуна на юго-востоке Франции в регионе Прованс — Альпы — Лазурный берег, департамент Приморские Альпы, округ Ницца, кантон Ванс. До марта 2015 года коммуна административно входила в состав упразднённого кантона Рокестерон (округ Ницца).
Площадь коммуны — 10,18 км², население — 1425 человек (2006) с выраженной тенденцией к росту: 1516 человек (2012), плотность населения — 148,9 чел/км².

## Географическое положение
Коммуна Жилет расположена на расстоянии около 670 км юго-восточнее Парижа, около 160 км на юго-восток от Марселя и около 19 км юго-западнее Ниццы — административного центра округа Ницца.

## Население
Население коммуны в 2011 году составляло 1505 человек, а в 2012 году — 1516 человек.
| 1962 | 1968 | 1975 | 1982 | 1990 | 1999 | 2006 | 2007 | 2011 | 2012 |
| ---- | ---- | ---- | ---- | ---- | ---- | ---- | ---- | ---- | ---- |
| 506  | 521  | 504  | 618  | 1024 | 1254 | 1425 | 1449 | 1505 | 1516 |

Динамика численности населения:

## Экономика
В 2010 году из 989 человек трудоспособного возраста (от 15 до 64 лет) 753 были экономически активными, 236 — неактивными (показатель активности 76,1 %, в 1999 году — 69,5 %). Из 753 активных трудоспособных жителей работали 687 человек (374 мужчины и 313 женщин), 66 числились безработными (33 мужчины и 33 женщины). Среди 236 трудоспособных неактивных граждан 78 были учениками либо студентами, 71 — пенсионерами, а ещё 87 — были неактивны в силу других причин.
На протяжении 2010 года в коммуне числилось 580 облагаемых налогом домохозяйств, в которых проживало 1424,5 человека. При этом медиана доходов составила 20 тысяч 482 евро на одного налогоплательщика.

## Достопримечательности (фотогалерея)

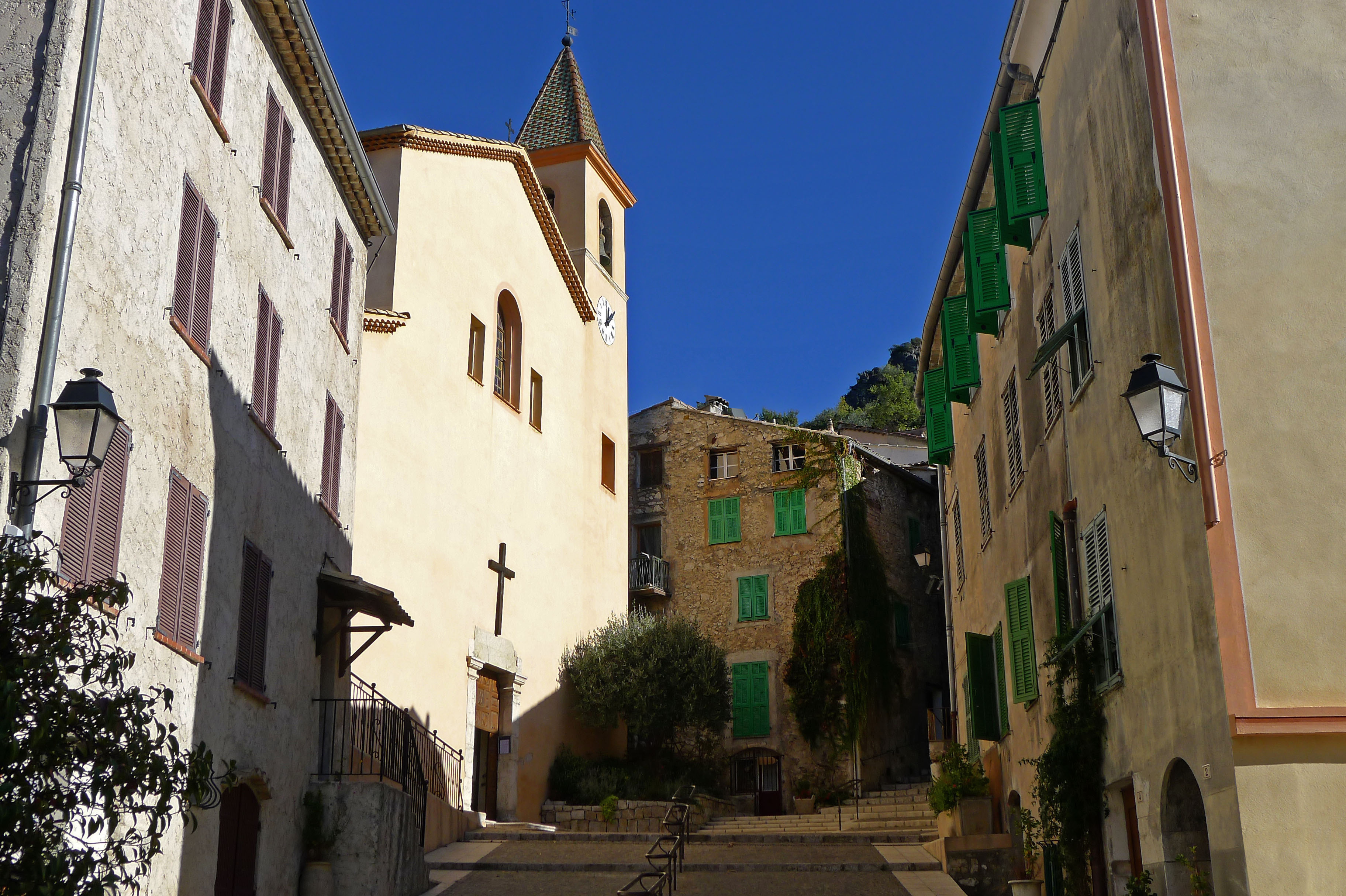
Церковь Нотр-Дам-де-ля-Асомпцион
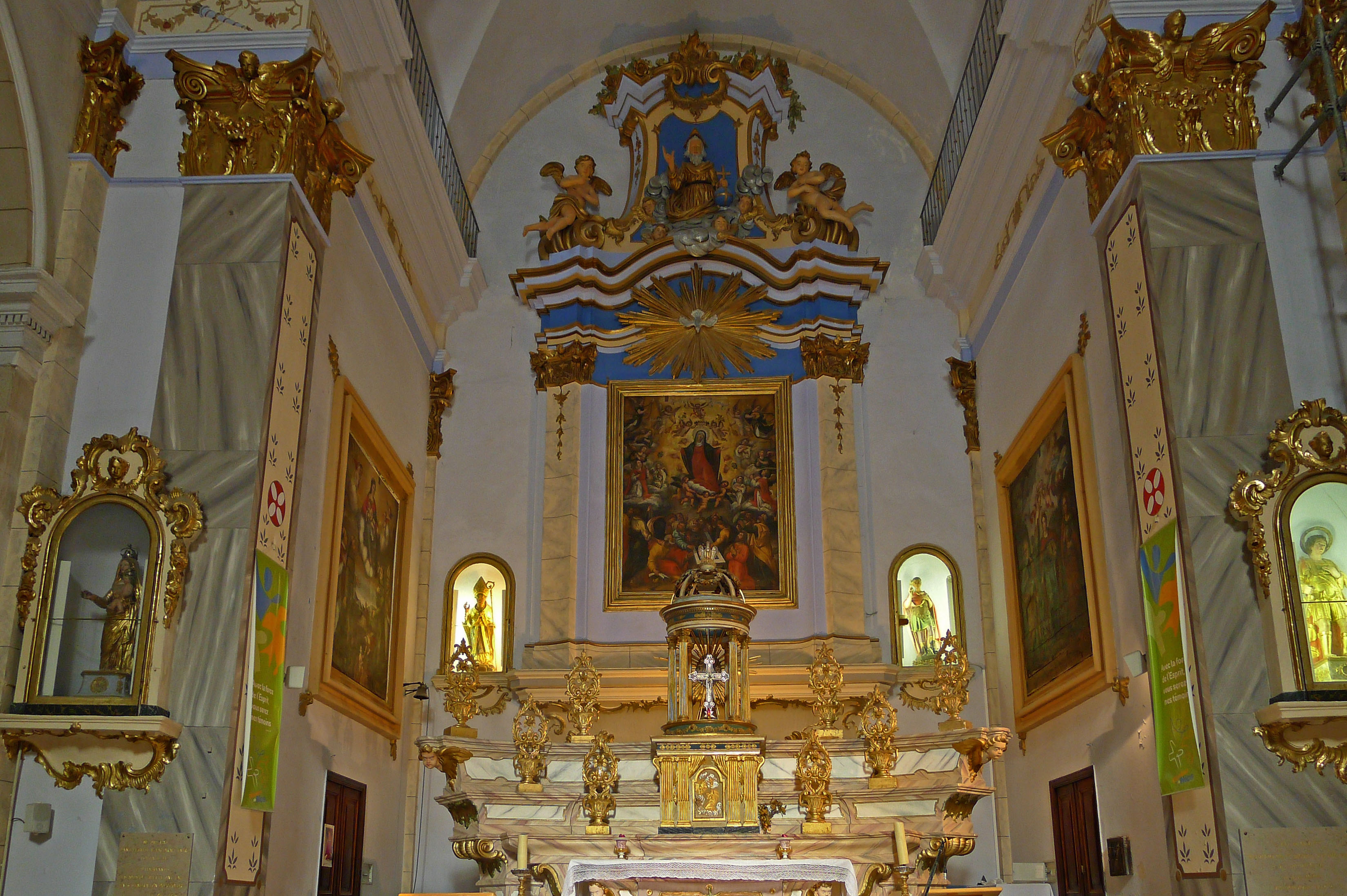
Хоры церкви
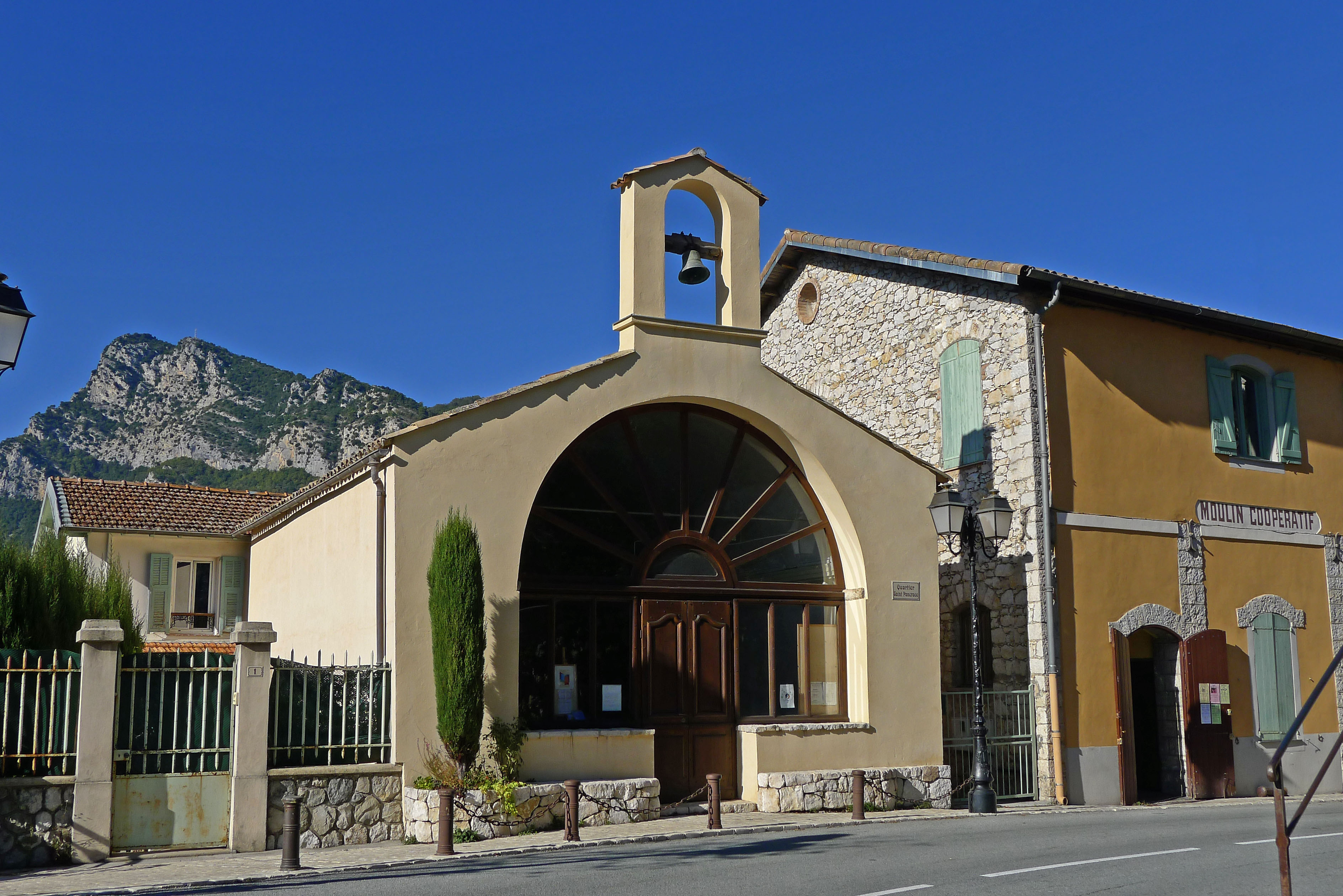
Церковь Сент-Панкрас
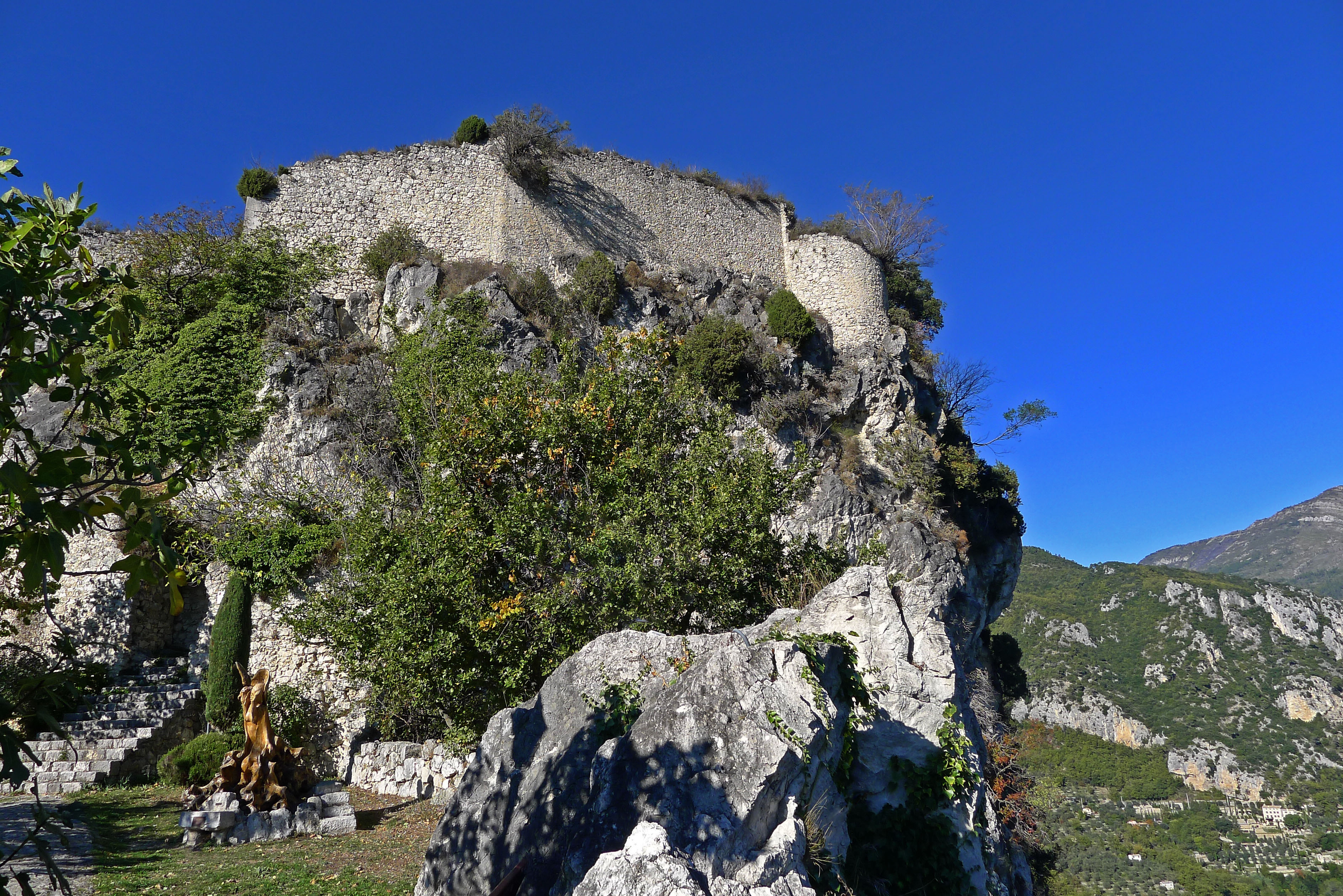
Шато
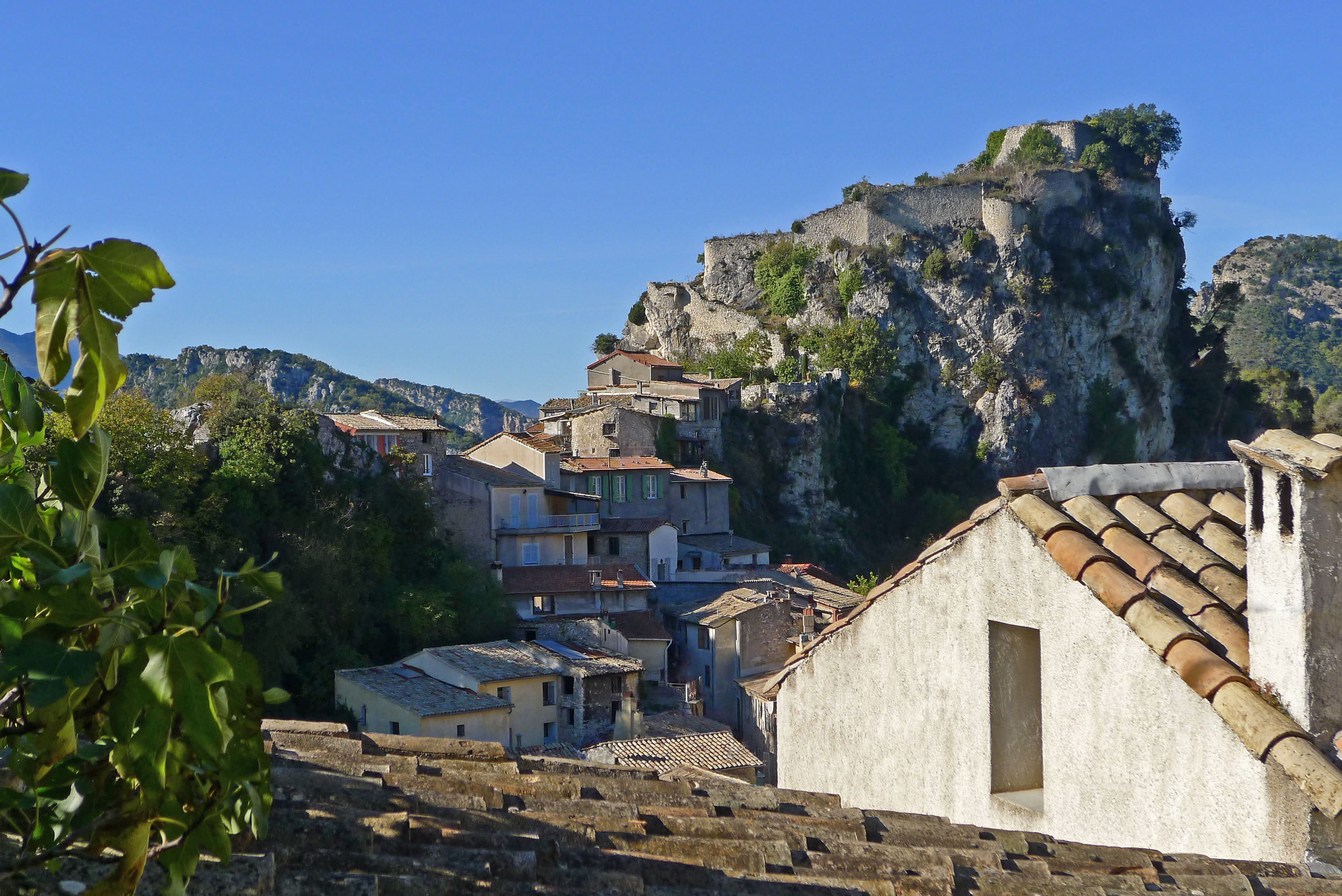
Вид на шато
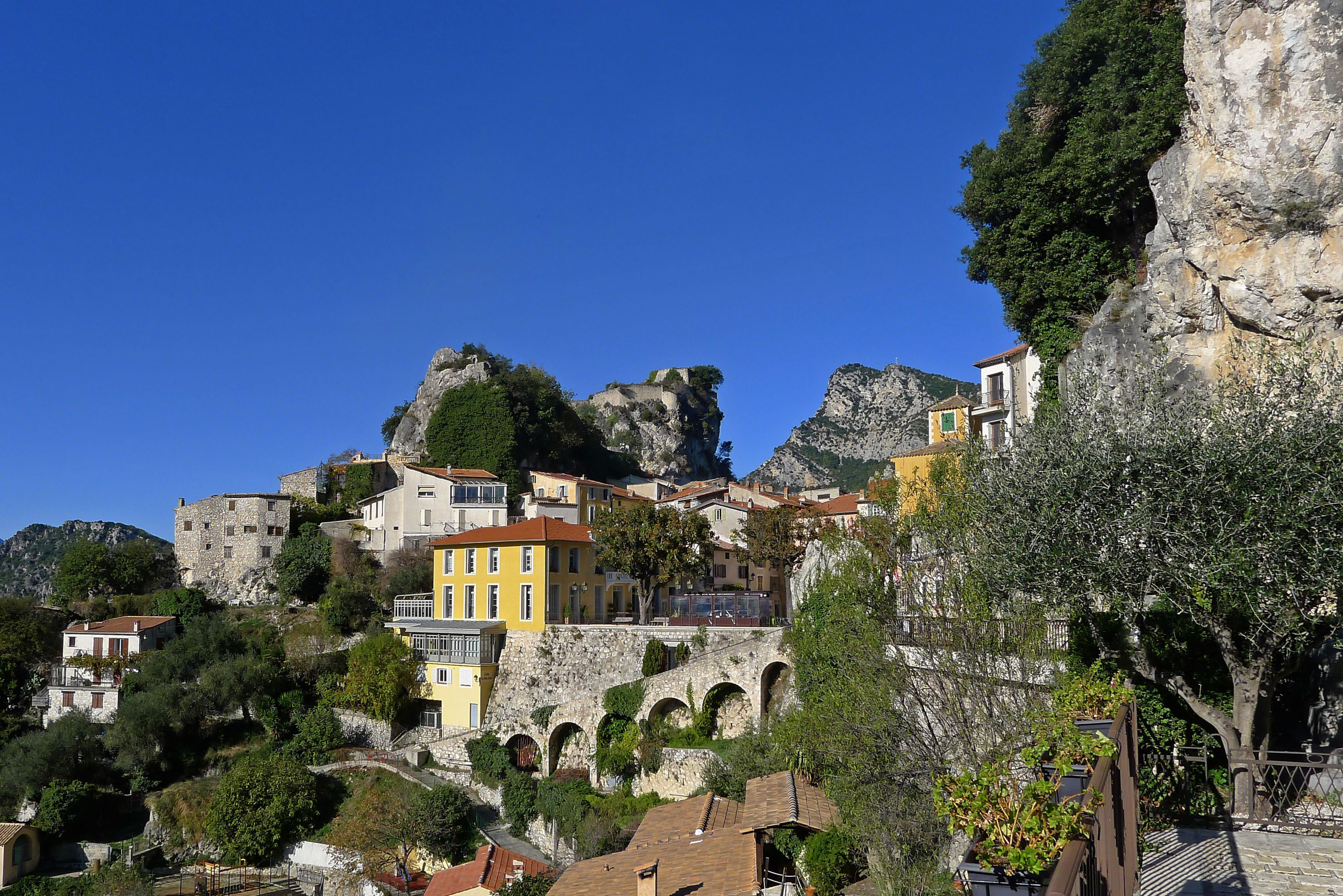
Вид на коммуну с моста Карла-Альберта.